# Casa del Soldat
La Casa del Soldat és una masia del poble de Tercui, de l'antic terme de Sapira, pertanyent actualment al municipi de Tremp.
Està situada a l'est-nord-est de Tercui, al vessant nord-occidental del Serrat del Camp, extrem sud-oest del Serrat de la Sarga.
Actualment és en part en ruïnes. Hi pertanyien els propers Planells del Soldat.